# اتولاند
اتولاند (به هلندی: Ottoland) یک منطقهٔ مسکونی در هلند است که در مولن‌وارد واقع شده‌است. اتولاند ۸٫۸ کیلومتر مربع مساحت و ۹۸۵ نفر جمعیت دارد.